# Pygoptosia
Pygoptosia is een kevergeslacht uit de familie van de boktorren (Cerambycidae). De wetenschappelijke naam van het geslacht werd voor het eerst geldig gepubliceerd in 1895 door Reitter.

## Soorten
Pygoptosia omvat de volgende soorten:
- Pygoptosia eugeniae (Ganglbauer, 1884)
- Pygoptosia speciosa (Frivaldszky, 1884)